# Quan thoại
Quan thoại (giản thể: 官话; phồn thể: 官話; bính âm: Guānhuà) là một nhóm các ngôn ngữ thuộc ngữ tộc Hán được nói khắp miền Bắc và Tây Nam Trung Quốc. Vì phần lớn các dạng tiếng Quan thoại phân bố ở Miền Bắc Trung Quốc, nhóm này có khi được gọi là Bắc Phương thoại (北方话; běifānghuà). Nhiều dạng Quan thoại không thông thể hiểu được lẫn nhau, ví dụ như quan thoại Tây Nam và quan thoại Hạ Giang. Tuy vậy quan thoại thường được coi là một ngôn ngữ duy nhất chứ không phải một nhóm các ngôn ngữ khác nhau và thường đứng đầu trong danh sách ngôn ngữ theo số người bản ngữ (gần một tỷ người nói). Tiếng Bắc Kinh, một dạng quan thoại, được chọn làm cơ sở ngữ âm cho Hán ngữ tiêu chuẩn
Đa số các dạng Quan thoại có bốn thanh. Những âm tắc cuối từ trong tiếng Hán trung cổ đã mất đi trong hầu hết các dạng quan thoại, nhưng ở một số dạng quan thoại chúng hợp thành âm tắc thanh hầu /ʔ/. Nhiều dạng Quan thoại, gồm cả tiếng Bắc Kinh, giữ lại âm quặt lưỡi đầu từ đã biến mất ở những nhóm tiếng Trung phương Nam.
Trong thiên niên kỷ thứ hai của Công nguyên, thủ đô Trung Quốc chủ yếu toạ lạc trong vùng nói Quan thoại giúp nâng tầm quan trọng của dạng tiếng Trung này. Từ thế kỷ XIV, một số dạng ngôn ngữ hình thành dựa trên một số dạng Quan thoại đã đóng vai trò là lingua franca. Vào đầu thế kỷ XX, một dạng chuẩn (Hán ngữ tiêu chuẩn) có ngữ âm dựa trên tiếng Bắc Kinh, từ vựng và ngữ pháp được lấy từ nhiều dạng Quan thoại được chọn là quốc ngữ. Hán ngữ tiêu chuẩn nay là ngôn ngữ chính thức của Cộng hòa Nhân dân Trung Hoa Đài Loan và là một trong bốn ngôn ngữ chính thức của Singapore. Đây cũng là một ngôn ngữ hành chính của Liên Hợp Quốc. Quan thoại còn là một trong những dạng tiếng Trung thường gặp trong những cộng đồng Hoa kiều trên toàn thế giới.

## Ngữ âm

### Âm đầu
Tổng hợp các phụ âm đầu xuất hiện trong các phương ngữ Quan Thoại được liệt kê ở bảng dưới, với bính âm được đóng ngoặc ⟨⟩.
|         | Môi      | Đầu lưỡi  | Quặt lưỡi   | Vòm       | Mạc      |
| ------- | -------- | --------- | ----------- | --------- | -------- |
| Dừng    | /p/ ⟨b⟩  | /t/ ⟨d⟩   |             |           | /k/ ⟨g⟩  |
| Dừng    | /pʰ/ ⟨p⟩ | /tʰ/ ⟨t⟩  |             |           | /kʰ/ ⟨k⟩ |
| Mũi     | /m/ ⟨m⟩  | /n/ ⟨n⟩   |             |           | /ŋ/      |
| Tắc xát |          | /t͡s/ ⟨z⟩  | /ʈ͡ʂ/ ⟨zh⟩   | /t͡ɕ/ ⟨j⟩  |          |
| Tắc xát |          | /t͡sʰ/ ⟨c⟩ | /ʈ͡ʂʰ/ ⟨ch⟩  | /t͡ɕʰ/ ⟨q⟩ |          |
| Xát     | /f/ ⟨f⟩  | /s/ ⟨s⟩   | /ʂ/ ⟨sh⟩    | /ɕ/ ⟨x⟩   | /x/ ⟨h⟩  |
| Vang    | /w/ ⟨w⟩  | /l/ ⟨l⟩   | /ɻ ~ ʐ/ ⟨r⟩ | /j/ ⟨y⟩   |          |

- Hầu hết các khu vực nói tiếng Quan Thoại đều phân biệt giữa các phụ âm đầu quặt lưỡi /ʈʂ ʈʂʰ ʂ/ và các âm xuýt đầu lưỡi /ts tsʰ s/. Trong hầu hết các phương ngữ miền đông nam và tây nam, phụ âm đầu quặt lưỡi đã trộn lẫn với các âm xuýt chân răng, vì vậy zhi trở thành zi, chi trở thành ci, và shi trở thành si.[7]
- Các âm xuýt chân răng-vòm /tɕ tɕʰ ɕ/ là kết quả của sự trộn lẫn giữa các âm mạc vòm hóa /kj kʰj xj/ và các âm xuýt chân răng vòm hóa /tsj tsʰj sj/.[7] Trong khoảng 20% phương ngữ, các âm xuýt chân răng không bị vòm hóa, vẫn tách biệt khỏi các âm chân răng-vòm (đây cũng chính là lối phát âm trong kinh kịch Bắc Kinh). Mặt khác, trong một số phương ngữ miền đông Sơn Đông, các phụ âm đầu mạc không bị vòm hóa.
- Nhiều phương ngữ tây nam hòa trộn phụ âm /f/ và /xw/, khiến một trong hai phụ âm bị thay thế bởi âm còn lại.[7] Ví dụ: fei  /fei/ "bay" và hui /xwei/ "xám" có thể được phát âm giống nhau trong các khu vực này.
- Trong một số phương ngữ, phụ âm đầu /l/ và /n/ không phân biệt. Trong tiếng Quan thoại Tây Nam, âm /l/ bị thay thế bằng âm /n/; trong tiếng Quan thoại Hạ Dương Tử, âm /n/ bị thay thế bằng âm /l/.[7]
- Nhiều phương ngữ Quan Thoại thay âm đầu r- /ɻ/ của Quan thoại Bắc Kinh bằng các âm như /j/, /l/, /n/ và /w/.[8]

Nguyên âm và vần
| ɹ̩ ⟨i⟩ | ɤ ⟨e⟩   | a ⟨a⟩   | ei ⟨ei⟩  | ai ⟨ai⟩   | ou ⟨ou⟩  | au ⟨ao⟩   | ən ⟨en⟩  | an ⟨an⟩   | əŋ ⟨eng⟩   | aŋ ⟨ang⟩   | ɚ ⟨er⟩ |
| i ⟨i⟩ | ie ⟨ie⟩ | ia ⟨ia⟩ |          |           | iou ⟨iu⟩ | iau ⟨iao⟩ | in ⟨in⟩  | ien ⟨ian⟩ | iŋ ⟨ing⟩   | iaŋ ⟨iang⟩ |        |
| u ⟨u⟩ | uə ⟨uo⟩ | ua ⟨ua⟩ | uei ⟨ui⟩ | uai ⟨uai⟩ |          |           | uən ⟨un⟩ | uan ⟨uan⟩ | uŋ ⟨ong⟩   | uaŋ ⟨uang⟩ |        |
| y ⟨ü⟩ | ye ⟨üe⟩ |         |          |           |          |           | yn ⟨un⟩  | yen ⟨uan⟩ | iuŋ ⟨iong⟩ |            |        |

Các [ɹ̩] cuối cùng, mà chỉ xảy ra sau khi kêu như còi nha khoa và viết tắt retroflex, là một âm tiết approximant, kéo dài ban đầu.
Các nguyên âm [ɚ] tạo thành một âm tiết hoàn chỉnh.  Dạng rút gọn của âm tiết này xảy ra dưới dạng hậu tố phụ âm tiết, được đánh vần là -r trong bính âm và thường có hàm ý nhỏ hơn. Hậu tố sửa đổi của âm tiết cơ sở trong một quá trình chuyển hóa được gọi là erhua .
Thanh điệu
Mỗi âm tiết đầy đủ được phát âm với một cao độ đặc biệt về mặt âm vị. Có bốn thanh điệu, được đánh dấu bằng bính âm với các ký hiệu dấu phụ mang tính biểu tượng, như trong các từ mā (妈 / 媽 "mẹ"), má (he "cây gai dầu"), mǎ (马 / 馬 "ngựa") và mà (骂 /罵 "lời nguyền").  Các thanh điệu cũng có các đặc điểm phụ. Ví dụ, âm thứ ba dài và hơi thở, trong khi âm thứ tư tương đối ngắn.  Theo thống kê, các nguyên âm và thanh điệu có tầm quan trọng tương tự trong ngôn ngữ.
Ngoài ra còn có các âm tiết yếu, bao gồm các hạt ngữ pháp như ma nghi vấn (吗 / 嗎) và một số âm tiết nhất định trong các từ đa âm tiết. Những âm tiết này ngắn, với cao độ của chúng được xác định bởi âm tiết đứng trước.

### Giọng địa phương
Thông thường, tiếng Trung chuẩn được sử dụng với giọng vùng của người nói, tùy thuộc vào các yếu tố như tuổi tác, trình độ học vấn, nhu cầu và tần suất nói trong các tình huống chính thức hoặc trang trọng. Tuy nhiên, điều này dường như đang thay đổi ở các khu vực đô thị lớn, khi các thay đổi xã hội, di cư và đô thị hóa diễn ra.
Do sự tiến hóa và tiêu chuẩn hóa, tiếng Quan Thoại, mặc dù dựa trên phương ngữ Bắc Kinh, không còn đồng nghĩa với nó nữa. Một phần của điều này là do sự chuẩn hóa để phản ánh một lược đồ từ vựng lớn hơn và cách phát âm và từ vựng cổ xưa và "đúng âm" hơn.
Các đặc điểm khác biệt của phương ngữ Bắc Kinh là việc sử dụng erhua rộng rãi hơn trong các mục từ vựng mà không được tô điểm trong các mô tả của tiêu chuẩn như Xiandai Hanyu Cidian , cũng như các âm trung tính hơn.  Một ví dụ về phương ngữ chuẩn so với phương ngữ Bắc Kinh là mén (cửa) tiêu chuẩn và ménr Bắc Kinh.
Hầu hết tiếng Trung chuẩn khi nói ở Đài Loan chủ yếu khác nhau về âm điệu của một số từ cũng như một số từ vựng. Việc sử dụng tối thiểu giọng điệu trung tính và erhua , và từ vựng kỹ thuật tạo nên sự khác biệt lớn nhất giữa hai hình thức.
Giọng "miền nam Trung Quốc" khuôn mẫu không phân biệt giữa phụ âm retroflex và phế nang, phát âm bính âm zh [tʂ], ch [tʂʰ] và sh [ʂ] giống như z [ts], c [tsʰ] và s [s] tương ứng.  Tiếng Quan thoại phía Nam cũng có thể hoán đổi l và n , n và ng cuối cùng, và các nguyên âm i và ü [y]. Thái độ đối với giọng miền Nam, đặc biệt là giọng Quảng Đông, từ khinh thường đến ngưỡng mộ.

### Chữ viết và Latin hóa
Mặc dù có một phương ngữ chuẩn giữa các giống khác nhau của tiếng Trung, nhưng không có "chữ viết chuẩn". Ở Trung Quốc đại lục, Singapore và Malaysia, tiếng Trung tiêu chuẩn được thể hiện bằng các chữ Hán giản thể; trong khi ở Đài Loan, nó được viết bằng chữ Hán phồn thể. Đối với phiên âm Latinh của tiếng Trung tiêu chuẩn, Bính âm là hệ thống thống trị nhất trên toàn cầu, trong khi Đài Loan bám vào hệ thống Bopomofo và Wade cũ hơn.